# Edite Fernandes
Edite Fernandes (* 10. Oktober 1979 in Vila do Conde) ist eine portugiesische ehemalige Fußballspielerin und seit 2010 Rekordtorschützin der Frauen-Nationalmannschaft ihres Landes.

## Karriere

### Verein
Edite spielte in ihrer Jugend für Boavista Porto, dem portugiesischen Meister von 1993/94, 1994/95 und 1996/97. 1998 wechselte sie zu SU 1º Dezembro und wurde mit ihrem neuen Verein ebenfalls Meister. Dort spielte sie bis 2002 mit Carla Couto zusammen, die dann für ein Jahr nach China ging. 2010 wechselte Edite zum norwegischen Verein FK Donn, der in die erste norwegische Liga aufgestiegen war. Bei einem Spiel gegen IF Fløya gelangen ihr drei Tore. Am Ende der Saison belegte der Verein zwar den 9. Platz, war aber bankrott und musste daher die Liga verlassen. Es folgte ein Abstecher in die USA zu Santa Clarita Blue Heat in die USL W-League. Die Blue Heat belegten zwar am Ende der Punktspielrunde den ersten Platz der Western Division der Western Conference, verloren das Western Conference Playoff aber mit 3:4 gegen den Tabellenzweiten Vancouver Whitecaps FC. Danach wechselte sie zurück in ihre Heimat zum Valadares Gaia FC und spielte von 2016 bis 2018 für Sporting Braga. Im Juli 2018 wechselte sie in das Team des CF Benfica.

### Nationalmannschaft
Edite bestritt am 28. Februar 1998 mit 18 Jahren in der Qualifikation für die WM 1999 ihr erstes Länderspiel. Es war zugleich das erste Länderspiel der Portugiesinnen gegen Belgien und wurde mit 2:0 gewonnen. Edite wurde in der 71. Minute für Carla Couto eingewechselt. Auch beim unmittelbar daran anschließenden Algarve-Cup 1998 kam sie in den vier Spielen zum Einsatz und im darauf folgenden Jahr bei drei Spielen des Algarve-Cup 1999. Nach zwei weiteren Spielen 1999 blieb sie im Jahr 2000 ohne Länderspiel. Beim Algarve-Cup 2001 wurde sie dann wieder eingesetzt und dort gelang ihr auch ihr erstes Länderspieltor. Sie erzielte es am 15. März 2001 bei der 1:2-Niederlage im ersten Spiel der Portugiesinnen gegen Kanada. Zehn Jahre später machte sie am 19. November 2011 im Spiel gegen Österreich in der Qualifikation für die EM 2013 als dritte Portugiesin ihr 100. Länderspiel. Edite konnte sich mit der Nationalmannschaft nie für ein großes Fußballturnier qualifizieren und kam damit im Vergleich zu anderen Spielerinnen, die eine vergleichbare Zeit für ihr Land spielten auf bisher „nur“ 131 Länderspiele. Sie nahm für ihre Mannschaft aber regelmäßig – außer in den Jahren 2002, 2012 und 2014 – am Algarve-Cup teil und erzielte dabei 15 Tore, womit sie auf dem dritten Platz der Gesamttorschützinnenliste des Turniers liegt. Nur Weltrekordlerin Abby Wambach und ihre Mannschaftskameradin Carla Couto erzielten mehr Tore beim Algarve-Cup. Am 24. Februar 2010 gelang ihr dort gegen die Färöer auch ihr erster „Dreierpack“. Einen zweiten „Dreierpack“ ließ sie etwa einen Monat später beim 7:0 im WM-Qualifikationsspiel gegen Armenien folgen. Mit dem dritten Tor, ihrem insgesamt 24. Tor löste sie Carla Couto auch als Rekordtorschützin ab. Beide lieferten sich dann zwar noch einen internen Wettkampf um die meisten Tore, Edite behielt aber die Nase vorn und liegt nun bei 39 Toren, während Carla mit 29 Toren ihre Karriere beendete. Alle anderen Portugiesinnen folgen mit deutlichem Abstand, die Drittbeste, die nicht mehr aktive Patricia kam auf 13 Tore. Zuletzt wurde Edite aber zumeist nur noch eingewechselt und nach Jahren als Mannschaftskapitänin hat diese Rolle nun Cláudia Neto übernommen. Am 10. Januar 2017 gab sie ihren Rücktritt aus der Nationalmannschaft bekannt.

## Erfolge
- Portugiesische Meisterin: 1996/97 (mit Boavista), 2001/02, 2002/03, 2003/04, 2005/06, 2006/07, 2007/08 und 2009/10 (mit SU 1º Dezembro)
- Portugiesischer Pokal: 2005/06, 2006/07, 2007/08 und 2009/10 (mit SU 1º Dezembro)